# Stadspartij Wageningen
Stadspartij Wageningen is een lokale politieke partij in de Nederlandse gemeente Wageningen. De partij werd enige maanden voor de gemeenteraadsverkiezingen van 2002 opgericht door Harald van Roekel.  
De Stadspartij kreeg bij de verkiezingen van 2002 één zetel in de raad. Bij de verkiezingen van 2006 groeide de partij door naar twee zetels. In de periode 2006-2010 nam de Stadspartij deel aan het college van B&W. Bij de verkiezingen van 2010 werden wederom twee zetels behaald. In 2014 boekte de Stadspartij een forse verkiezingsoverwinning en groeide uit naar vijf zetels, welke bij de verkiezingen van 2018 werden behouden.